# Josef Stechele
Josef Stechele (* 4. Juli 1929 in Gutenberg an der Gennach; † 19. März 1997 in Augsburg) war ein deutscher Forstmann und bayrischer Landespolitiker (SPD).
Stechele besuchte die Aufbauschule in Kaufbeuren und die Forstschule in Lohr am Main. Er legte die forstliche Fachprüfung erfolgreich ab und wurde 1953 Revierförster in Zusmarshausen. 1963 wechselte er als Regierungsforstamtmann an die Oberforstdirektion Augsburg. Von 1960 an gehörte er dem Kreistag des Landkreises Augsburg an, von 1966 bis 1974 dem Bayerischen Landtag.